# Magic Trackpad

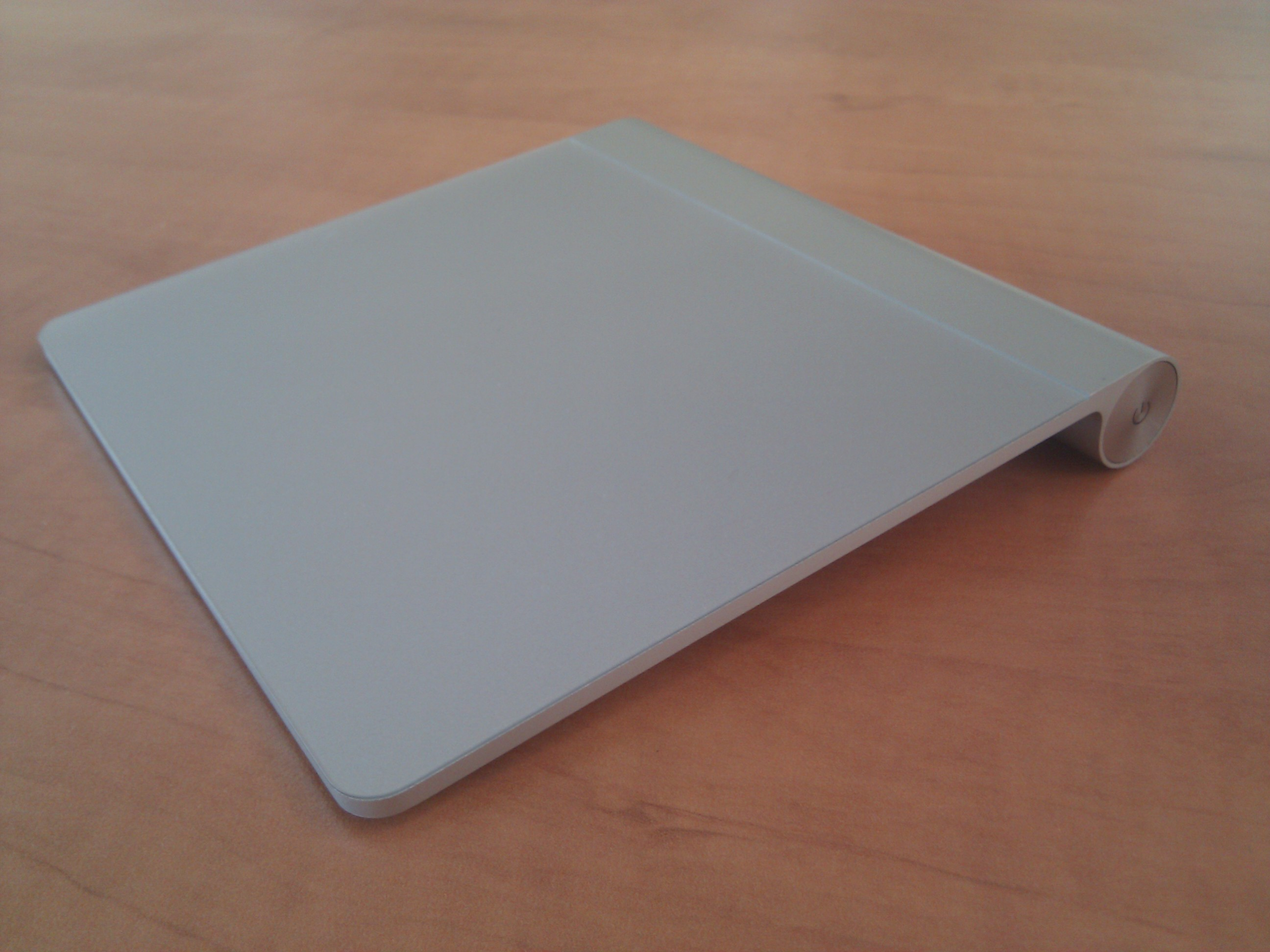
Apple Magic Trackpad

Magic Trackpad — трекпад виробництва Apple Inc. Трекпад підтримує технологію мультитач. Його було представлено 27 липня 2010 року. Трекпад схожий на такий у ноутбуках MacBook Air або MacBook Pro. 
Трекпад повністю сумісний з Mac OS X Snow Leopard версії 10.6.4 і вище. Також він може функціонувати і в середовищі операційних систем Windows 7, Windows XP і Windows Vista при запуску їх на комп'ютерах Apple за допомогою BootCamp з додавання драйвера цього пристрою.

## Опис
Трекпад підключається до комп'ютера по протоколу Bluetooth і працює від двох пальчикових батарейок формату АА.
Крім сенсорної панелі Magic Trackpad оснащений двома апаратними кнопками, суміщеними з «ніжками» під нижніми кутами пристрою, в стандартних налаштуваннях Mac OS X 10.6.x Snow Leopard і 10.7.x Lion кнопки є функціональними еквівалентами лівої і правої кнопок миші і спрацьовують при натисканні на лівий або правий нижній кути Magic Trackpad.
У Mac OS X 10.6 і 10.7 визначені дванадцять жестів технології мультитач при роботі одним, двома, трьома або чотирма пальцями: (1) Point, (2) Click, (3) Double Click, (4) Right-Click, (5) Click and Drag, (6) Two-Finger Scroll, (7) Rotate, (8) Pinch/Zoom, (9) Screen Zoom, (10) Page Back/Forward Safari/Photos, (11) Switch Application, (12) Activate Expose.

## Характеристики
- Маркування: MC380LL (модель: A1339)
- Протокол зв'язку з комп'ютером: Bluetooth
- Верхня поверхня: зносостійке скло з підтримкою функції натискання однієї кнопки
- Живлення: дві пальчикових батарейки або акумулятори формату AA
- Габаритні розміри: 130 х 132 х 17 мм
- Маса: 140 г (без батарейок)
- Ціна: $69 (США)[1]